# Черноморец-д
«Черномо́рец»-д — российский футбольный клуб из Новороссийска, фарм-клуб (дублирующий состав) команды «Черноморец» (Новороссийск). Выступает в Кубке губернатора Краснодарского края (первая лига чемпионата края) под названием «Черноморец-Д».

## Прежние названия
Команда основана в 1996 году.
- 1996—1999 — «Черноморец»-д
- 2000 — «Черноморец»-2
- 2001—н. в. — «Черноморец-Д»

## История
Команда дебютировала в третьей лиге в 1996 году. В 1996 и 2000 команда выступала в первенстве России, как профессиональный клуб, а в 2001 и 2003 выступала в чемпионате России среди дублёров, как дублирующая команда клуба высшей лиги. В нынешний момент выступает в Кубке Губернатора.

## Персонал клуба
- Главный тренер ФК «Черноморец-д» —  Игорь Черний
- Тренер ФК «Черноморец-д» — / Арамаис Епископосян
- Врач ФК «Черноморец-д» —  Ярослав Мазур

## Крупнейшие победы и поражения

### Самые крупные победы
- «Черноморец-2» — «Иристон» Владикавказ — 6:0 (22.04.2000)

Дублеры
- «Черноморец-д» — «Анжи-д» Махачкала — 4:1 (09.06.2001)
- «Динамо-д» Москва — «Черноморец-д» — 0:3 (17.08.2001)
- «Черноморец-д» — «Сокол-д» Саратов — 3:0 (26.10.2001)
- «Черноморец-д» — «Ростов-д» Ростов-на-Дону — 3:0 (30.05.2003)

### Самые крупные поражения
- «Кубань» Краснодар — «Черноморец-2» — 8:0 (02.09.2000)

Дублёры
- «Черноморец-д» — «Динамо-д» Москва — 0:6 (25.07.2003)

## Результаты выступлений

### Первенство России, первенство дублёров
| Сезон | Чемпионат, лига                   | Место | И  | В  | Н  | П  | М     | О  | Примечания   |
| ----- | --------------------------------- | ----- | -- | -- | -- | -- | ----- | -- | ------------ |
| 1996  | Третья лига России, 2-я зона      | 16    | 32 | 6  | 3  | 23 | 31-94 | 21 | из 17 команд |
| 1997  |                                   |       |    |    |    |    |       |    |              |
| 1998  |                                   |       |    |    |    |    |       |    |              |
| 1999  |                                   |       |    |    |    |    |       |    |              |
| 2000  | Второй дивизион России. Зона «Юг» | 19    | 38 | 8  | 6  | 24 | 44-76 | 30 | из 20 команд |
| 2001  | Высший дивизион (дублёры)         | 4     | 30 | 14 | 7  | 9  | 36-29 | 49 | из 16 команд |
| 2002  |                                   |       |    |    |    |    |       |    |              |
| 2003  | Премьер-лига (дублёры)            | 16    | 30 | 2  | 13 | 15 | 31-59 | 19 | из 16 команд |

### Чемпионат Новороссийска, чемпионат Краснодарского края
| Сезон | Чемпионат, лига                             | Место | И  | В | Н | П  | М     | О  | Примечания   |
| ----- | ------------------------------------------- | ----- | -- | - | - | -- | ----- | -- | ------------ |
| 2004  | Чемпионат Краснодарского края. Высшая лига. | 13    | 30 | 7 | 5 | 18 | 42-58 | 26 | из 16 команд |
| 2005  | Чемпионат Краснодарского края. Высшая лига. | 15    | 30 | 4 | 7 | 19 | 26-71 | 19 | из 16 команд |
| 2006  | Чемпионат Краснодарского края. Высшая лига. | 13    | 26 | 4 | 2 | 20 | 27-57 | 14 | из 14 команд |
| 2007  | Чемпионат Новороссийска. 1 лига.            |       |    |   |   |    |       |    |              |
| 2008  | Чемпионат Новороссийска. 1 лига.            |       |    |   |   |    |       |    |              |
| 2009  | Чемпионат Краснодарского края. Высшая лига. | 9     | 22 | 6 | 2 | 14 | 34-67 | 20 | из 12 команд |
| 2010  | Чемпионат Краснодарского края. Высшая лига. | 12    | 26 | 5 | 5 | 16 | 28-49 | 20 | из 14 команд |
| 2011  | Чемпионат Краснодарского края. Высшая лига. | 10    | 22 | 4 | 3 | 15 | 17-49 | 15 | из 12 команд |
| 2012  | Чемпионат Краснодарского края. Высшая лига. | 8     | 22 | 6 | 3 | 13 | 20-32 | 21 | из 12 команд |
| 2013  | Чемпионат Краснодарского края. Высшая лига. | 9     | 24 | 6 | 2 | 16 | 24-52 | 20 | из 13 команд |
| 2014  | Чемпионат Краснодарского края. Высшая лига. |       |    |   |   |    |       |    | из 13 команд |

## Главные тренеры
| - Хазрет Дышеков (2000—2001) - Юрий Курненин (2001) - Александр Суров (2002—2004) - Александр Кочубей (2008—2010) - Эдуард Саркисов (2010) - Альберт Догузов (2010—2012) - Александр Кочубей (2012—2014) - Игорь Черний (2016 по настоящее время) |